# 克日馬區

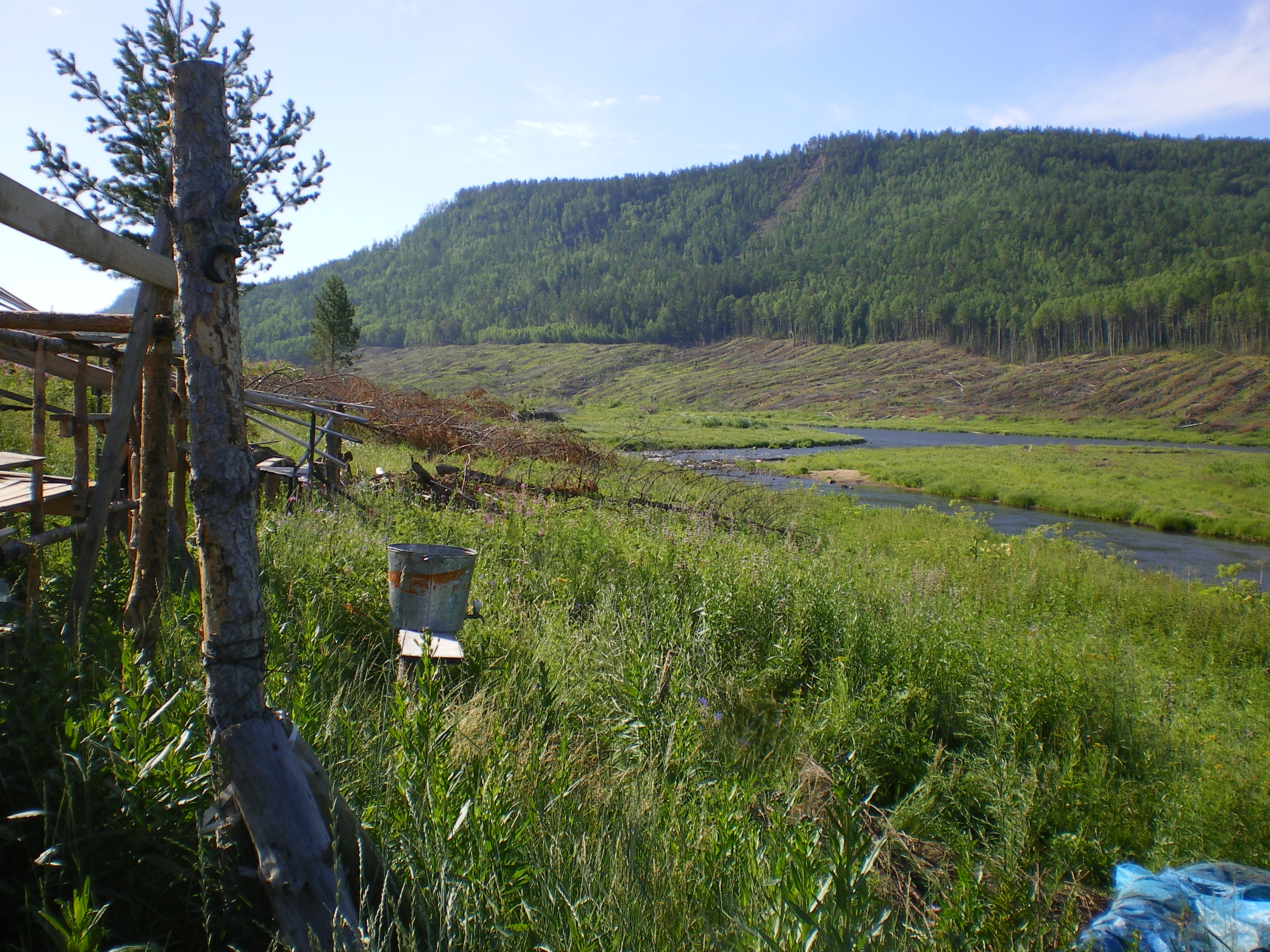

58°41′N 99°11′E / 58.683°N 99.183°E
克日馬區（俄语：Кежемский район），是俄羅斯的一個區，位於該國中部，由克拉斯諾亞爾斯克邊疆區負責管轄，始建於1928年7月4日，面積34,351平方公里，2010年人口22,072，人口密度每平方公里0.64人。